# Palais Bourbon
Arrondissementet med samma namn, se 7:e arrondissementet

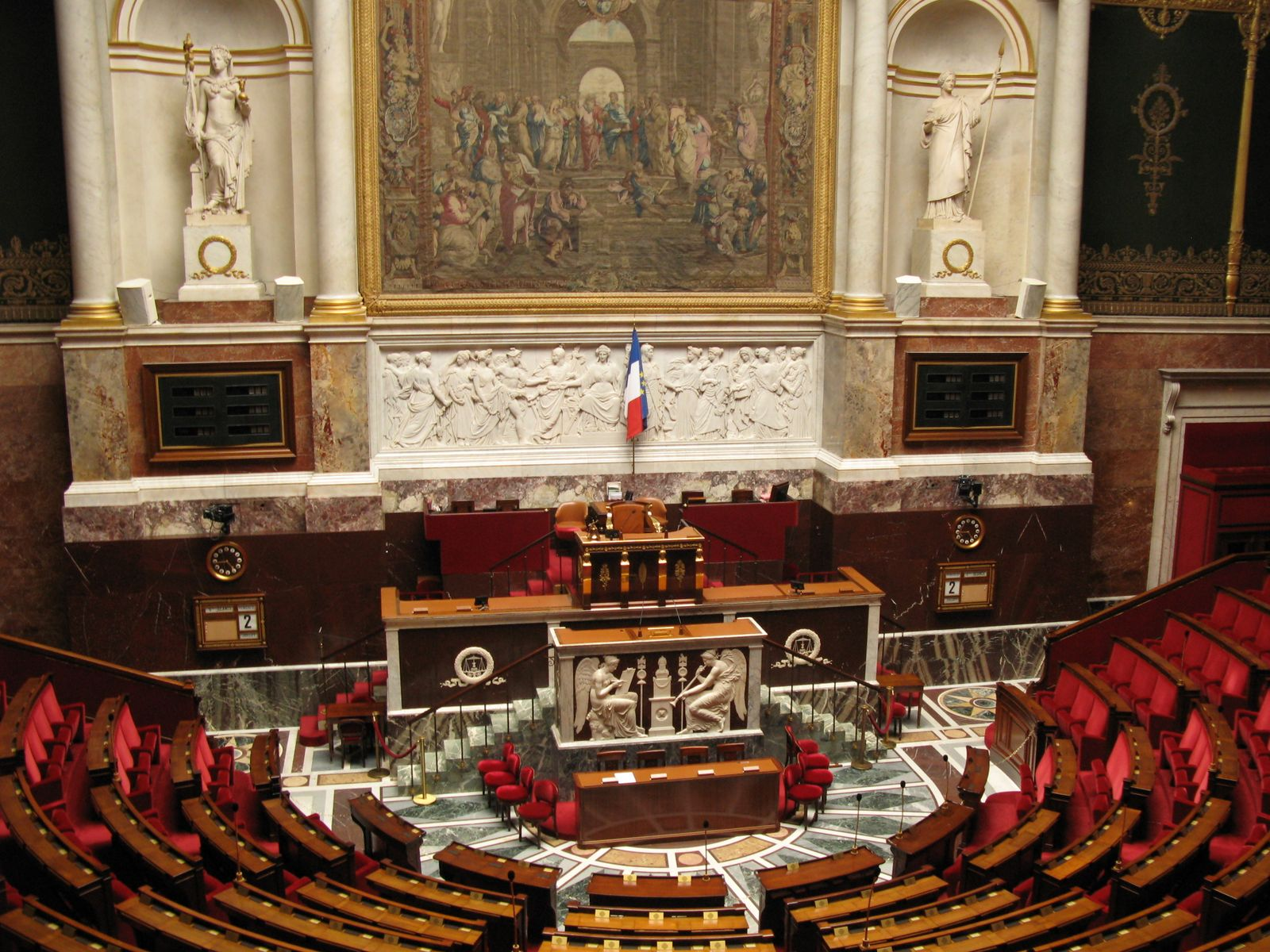
Kammarsalen.

Palais Bourbon är ett palats belägen i 7:e arrondissementet på Seines södra sida mittemot Place de la Concorde (på andra sidan floden) i Paris. Det rymmer den franska nationalförsamlingen, det franska parlamentets andra kammare, medan det franska parlamentets första kammare senaten finns i Palais de Luxembourg.

## Historik
Palatset uppfördes mellan 1722 och 1728 för Ludvig XIV:s illegitima dotter, Louise-Françoise de Bourbon (1673-1743), efter ritingar av den italienske arkitekten Giardini. Under denna tid hade byggnaden ett galleri som förenade det med palatset Hotel de Lassay, som var tillhörde markis de Lassay, med vilken Louise-Françoise hade en kärleksrelation. Palatset var från 1764 bostad åt Louis Joseph av Bourbon fram till att den konfiskerades under franska revolutionen, där sedan den lagstiftande församlingen och liknande församlingar fick sina lokaler. Mellan 1795 och 1798 var det säte för Femhundrarådet. Där uppstod då de politiska begreppen höger och vänster. Louis Joseph av Bourbon återfick lokalen 1814, men hyrde ut den till regeringen, som slutligen köpte den 1827. Sedan 1830 har den varit hemvist för parlamentets andra kammare, benämnd deputeradekammaren eller nationalförsamlingen. Under andra världskriget var palatset ett administrativt säte för nazisterna. 
Kolonnerna med romersk portik tillkom 1806-1808 för att spegla kyrkan La Madeleine på andra sidan Seine.